# 和平区 (天津市)
和平区是中华人民共和国天津市的市辖区，区名来自于近代天津最为繁华的道路和平路（原天津法租界的杜总领事路及天津日租界的旭街）。该区位于天津市中心，面积9.97平方公里，是天津市区中面积最小，人口密度最大的辖区，并与毗邻的河西区共享天津市区的区域核心和经济中心的称号。随着天津租界的飞速发展，自从1920年代起，该区域便逐渐成为天津的经济、教育以及文化中心且延续至今，并一度成为天津市委市政府的所在地。区内不仅有劝业场、西开教堂、渤海大楼、利顺德饭店、解放桥、民园和静园等诸多近代西洋风格建筑遗存，还有津塔、国金中心和津湾广场等现代建筑，是最能体现天津城市风貌的辖区之一，有“万国建筑博览会之称”。區政府駐小白樓街道曲阜道81號。

## 历史

### 古代
历史上，由于距离天津老城较远，天津市和平区境内人口稀少。明清时期，和平区境内村落逐渐增多。
明朝永乐二年（1404年），设天津三卫，区境归静海县管辖。清朝雍正八年（1730年），归天津县管辖。

### 近代
清朝咸丰十年（1860年），根据北京条约，和平区境内先后设立天津英租界、天津美租界、天津法租界。1870年6月，天津教案发生，民众烧毁法国驻天津领事馆。外国侨民纷纷迁入租界，使紫竹林租界地区大大发展。此时，英租界内已设有诸多著名洋行，为促进贸易的发达，英租界当局致力于兴建新式码头和港口设施。19世纪80年代，英租界成了天津的贸易、航运中心。1895年起，随着清政府与有关各国大规模地开展修治海河的工程，较大的外国商船已可直接驶抵天津租界；而从海河中挖出的大量泥沙又填平了英、法、日等国租界中的成片沼泽，使得天津租界的投资环境得到很大改善。1896年，天津日租界设立。1902年10月，美租界将租界转让英租界，和天津英租界合并。和平区境内除租界外，南市地区和新兴街地区隶属于当时的天津县南段。1903年，日租界内进行了浩大的填筑工程。清朝宣统二年（1910年），和平区境内除租界外，南市地区隶属于天津县东区，新兴街地区隶属于天津县南区。
1913年4月，南市地区隶属于东区六所管辖，新兴街地区隶属于西区。1916年，法租界多次扩张的行动引发天津市民的强烈抗议，发生了老西开事件。1920年代，法租界内陆续建成天津劝业场、天祥商场、泰康商场等商业设施，国民、惠中、交通三大饭店，渤海大楼、浙江兴业银行天津分行大楼等西式建筑以及万国桥，形成天津最繁盛的商业中心。当时，天津的中外上流社会人士主要聚居在天津英租界今五大道区域，而法租界和日租界的劝业场一带则成为他们进行消费、娱乐的区域。1926年，民园体育场落成，此后举办过多项大型赛事。1928年6月20日，南市地区隶属于为公安一区管辖，新兴街地区隶属于公安二区管辖。
天津市于1937年至1945年被日本占领，成立伪天津特别市公署。1938年3月，南市地区隶属于第一区，新兴街地区隶属于第二区。1939年4月，英国与日本因天津英租界相关问题而爆发冲突和外交纠纷，并导致天津英租界危机。1941年12月，太平洋战争爆发，日军进驻天津英租界。1943年，维希法国放弃在华租界。1945年，抗日战争胜利后，国民政府宣布收回租界。1946年3月，天津市政府将天津日租界和天津法租界划分为第一区，天津英租界划分为第十区，南市地区划分为第七区，新兴街地区划分为第六区。

### 当代

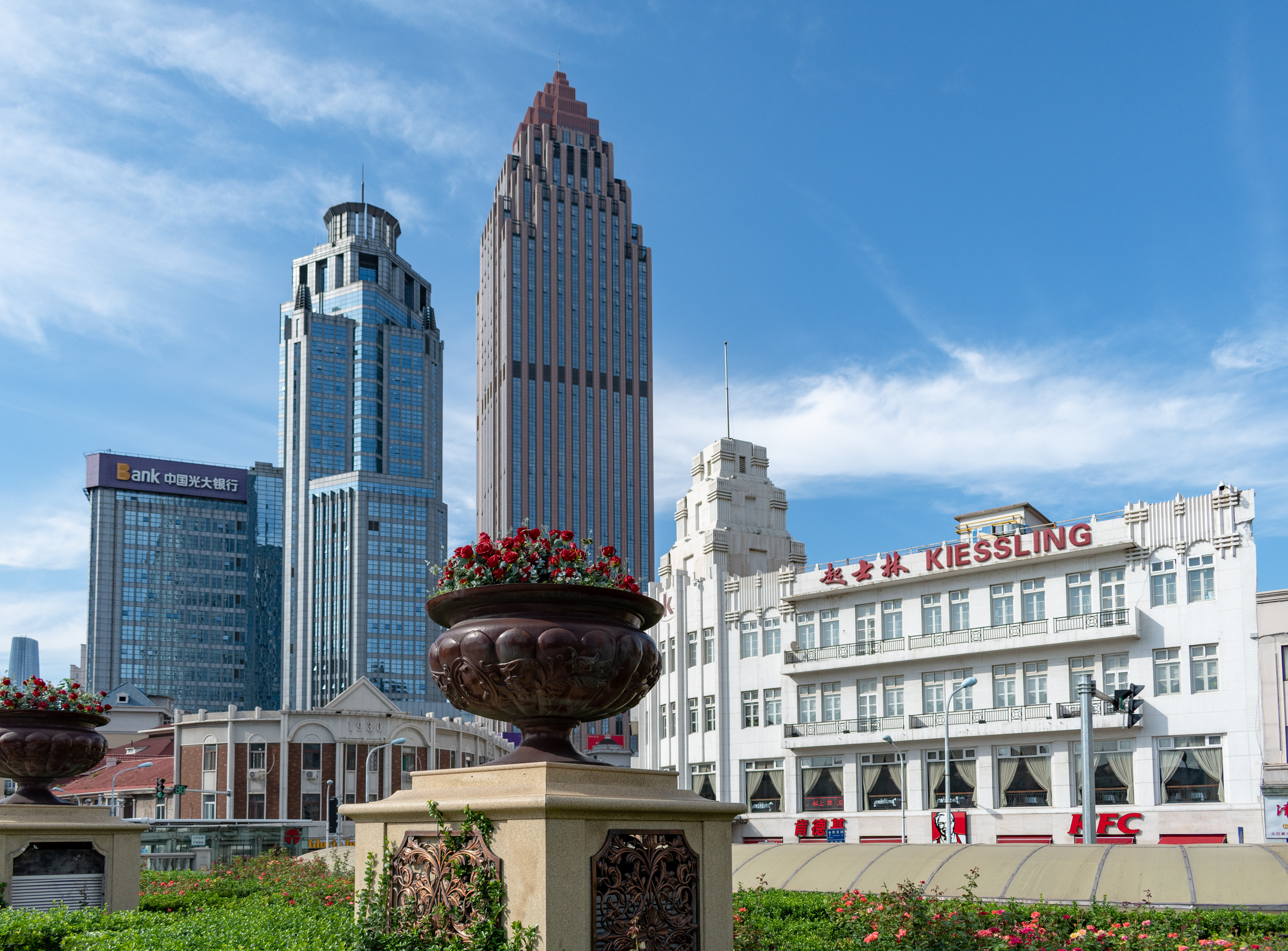
小白楼地区

中华人民共和国成立后，1952年10月10日，天津市人民政府将今和平区境分别归属第一区和第五区。1956年1月1日，天津市人民政府将第一区改称和平区，将第五区改称新华区。1958年9月9日，天津市人民政府将原和平区、新华区，城厢区大部分和河北区一部分合并组成新的和平区，当时全区面积为13.857平方公里。1960年10月14日，和平区所辖原城厢区的东南角、东北角和鼓楼西3个公社划归南开区，和平区的光复道街划归河北区，当时的全区总面积为13.4平方公里。1962年2月10日，天津市人民政府将原所属和平区的卫南、郭村、王稳庄和杨柳青公社小甸与南开区所属农村人民公社合并，成立西郊区，并将原所属和平区的东堤头农村人民公社与红桥、河北区农村人民公社合并，成立北郊区。1966年，和平区改称战斗区，1968年改回原名。1970年6月，以墙子河改造的名义在天津原墙子河河床的基础上建设一条宽50米的柏油马路（今南京路），同时在沿线的地下通道内建设铁路，成为地铁，被称为“7047工程”。1979年，天津地铁既有线在和平区开通，使天津成为中国大陆第二座拥有地铁的城市。
2005和平区年被评为全国文明城市。今和平区已发展成为天津市的商业、金融、教育、文化、旅游中心，是天津市区的核心区。

## 地理

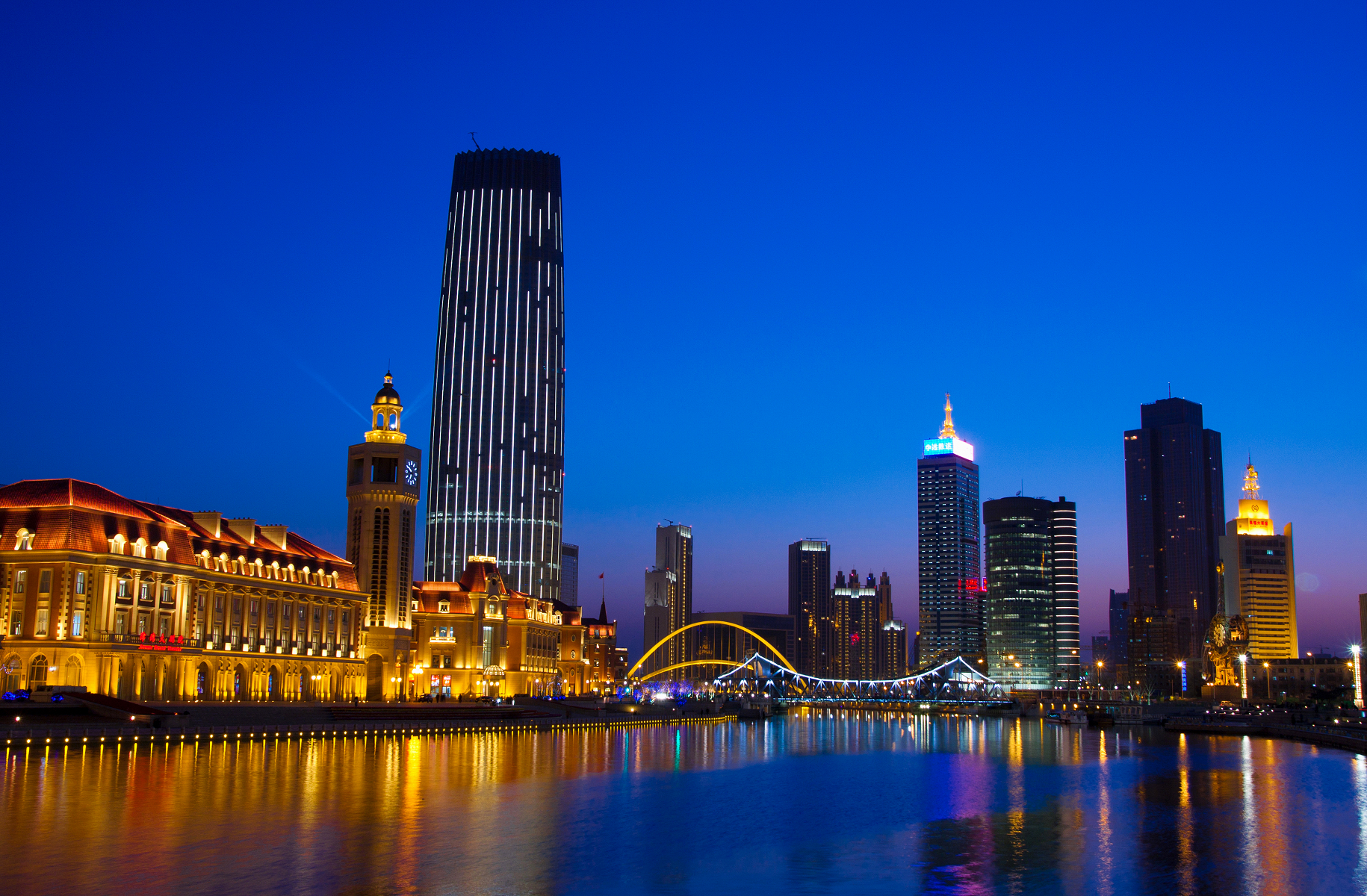
海河夜景

和平区位于北纬39°8′东经117°12′。境内以平原为主，地势平坦，海拔为2.8米至4.5米。和平区东北方向隔海河与河北区，河东区相望，西边以兴安路北段、南马路、南门外大街和卫津路为界与南开区相毗连，南边以河沿道、马场道、徐州道为界与河西区接壤。现区总面积为9.97平方公里。

## 旅游休闲

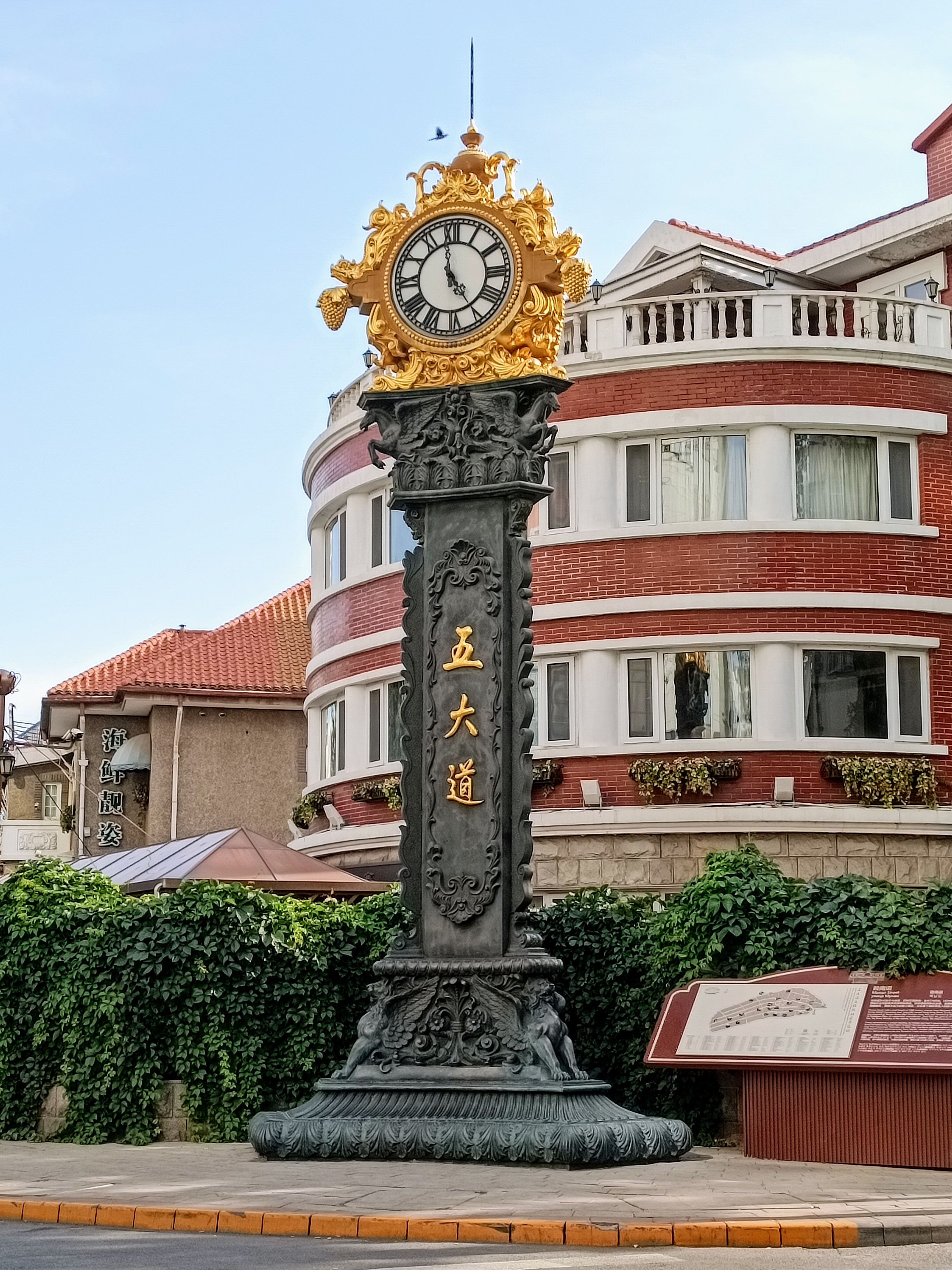
五大道风景区

### 全国重点文物保护单位

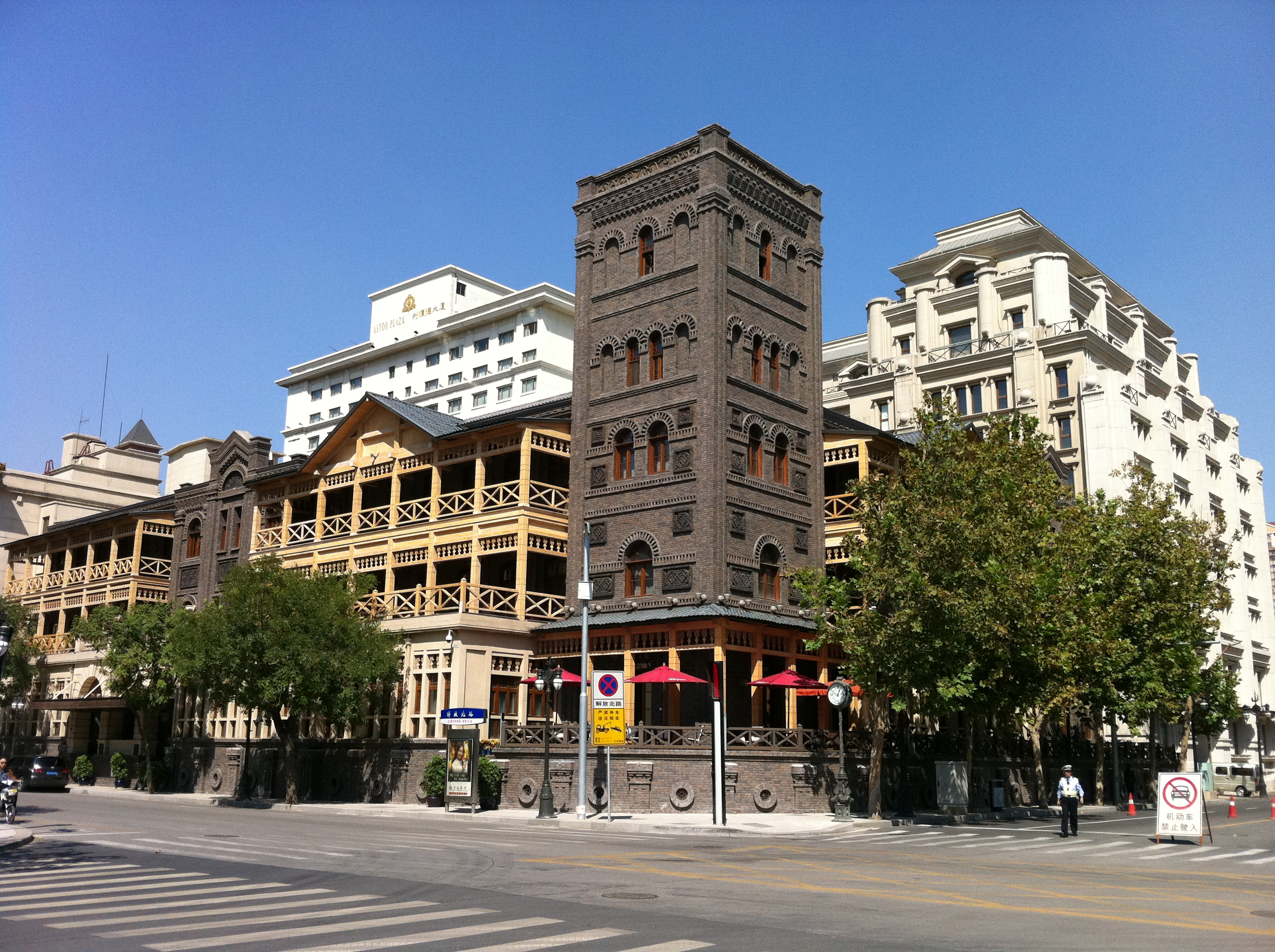
天津利顺德大饭店

- 天津利顺德饭店旧址
- 天津劝业场大楼
- 盐业银行旧址
- 法国公议局旧址
- 天津五大道近代建筑群

### 文化
和平区历史悠久，近代各国租界造就了和平区文化的多元。下表列出天津市和平区的历史文化街区。

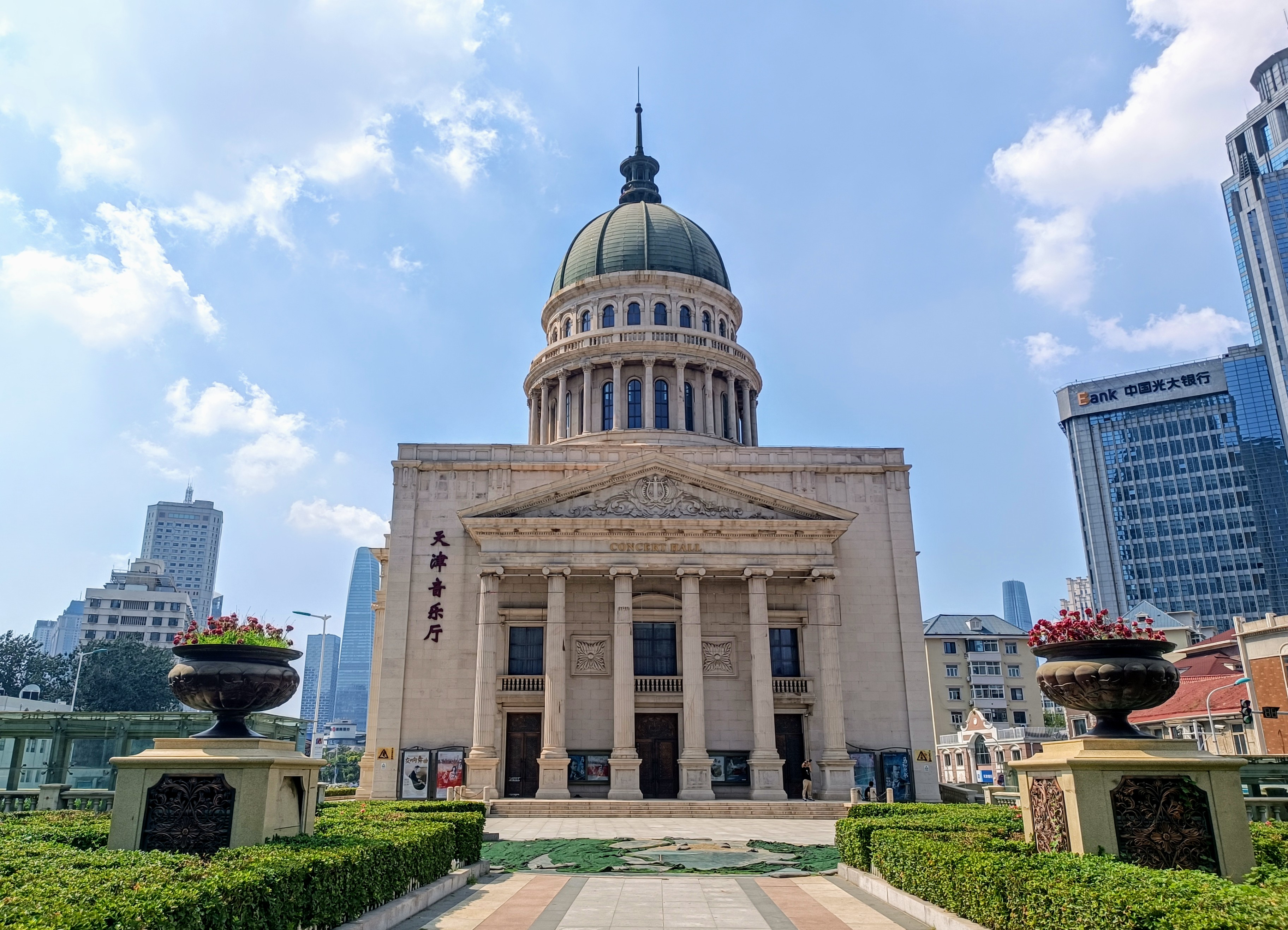
天津音乐厅

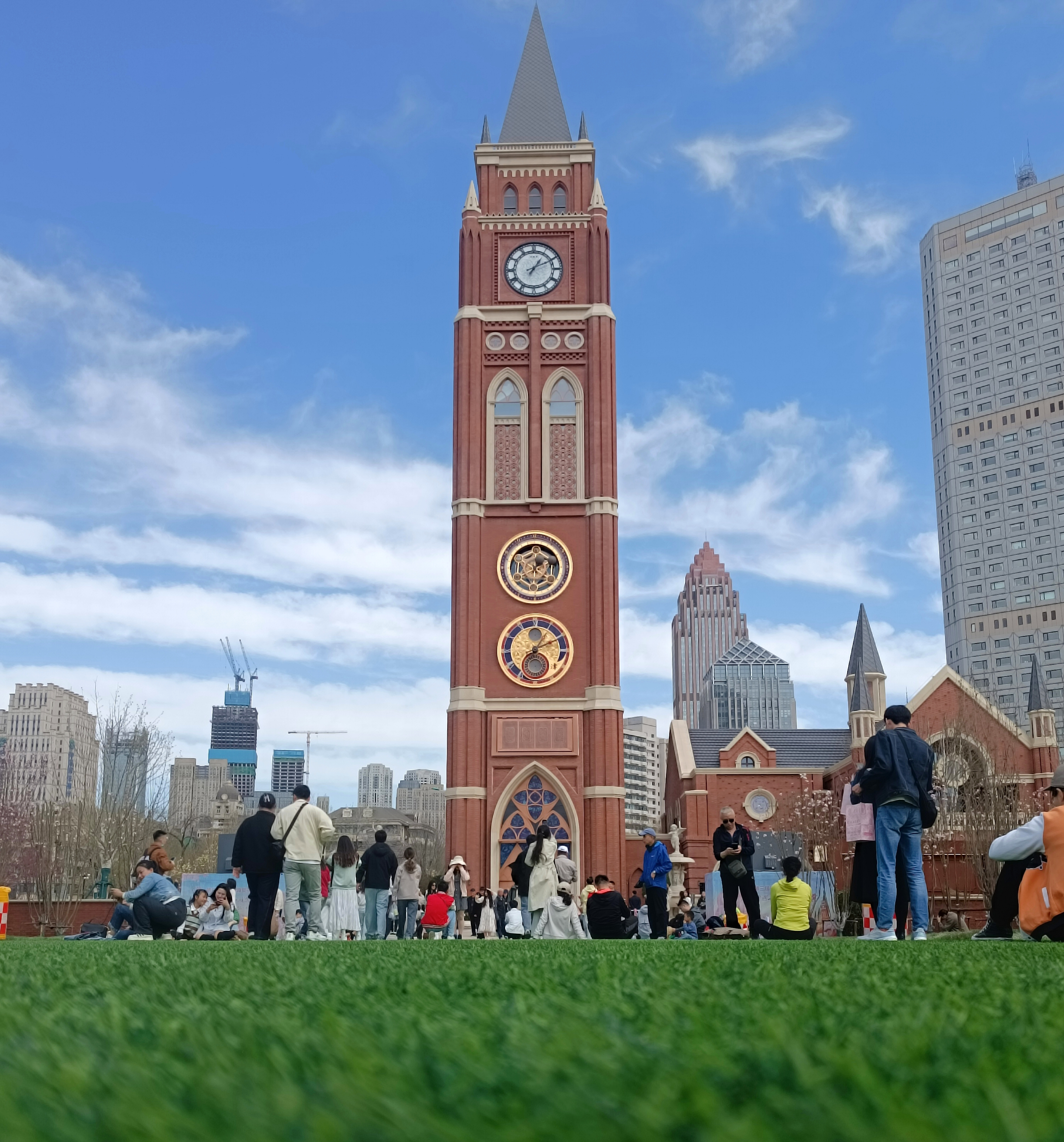
五大道公园

| 名称                 | 年代   | 位置范围                                                                                     | 著名建筑                               | 定位                                                                     | 旧照 | 近照 | 注释   |
| -------------------- | ------ | -------------------------------------------------------------------------------------------- | -------------------------------------- | ------------------------------------------------------------------------ | ---- | ---- | ------ |
| 解放北路历史文化街区 | 1860年 | 张自忠路、台儿庄路、保定道、大沽北路、营口道、吉林路合围区域                                 | 利顺德大饭店 中法工商银行 大清邮政津局 | 以西洋古典风格为特色的天津近代金融办公建筑集中区                         |      |      | [ 6 ]  |
| 五大道历史文化街区   | 1903年 | 成都道以南，马场道以北，西康路以东马场道与南京路交口以西的合围区域，原为天津英租界扩展界     | 英国公学 颜惠庆故居 工商学院主楼       | “天津小洋楼”最集中的历史文化街区                                         |      |      | [ 7 ]  |
| 劝业场历史文化街区   | 1926年 | 兴安路、哈尔滨道、辽宁路、长春道、和平路、原浙江兴业银行界线、滨江道合围区域，原为天津法租界 | 劝业场 惠中饭店 浙江兴业银行           | 以天津近代商业建筑群为特色的城市中心商业文化街区                         |      |      | [ 8 ]  |
| 中心花园历史文化街区 | 1917年 | 和平路、营口道、新华路、哈尔滨道合围区域，原为天津法租界                                     | 李吉甫旧宅 吉鸿昌旧居 久大精盐公司     | 以放射状路网格局及花园别墅为典型特征的、具有法式风貌特征的商业文化街区。 |      |      | [ 9 ]  |
| 承德道历史文化街区   | 1886年 | 哈尔滨道、吉林路、营口道、和平路合围区域，原为天津法租界                                     | 崇德堂 法国公议局 法国领事馆           | 以承德道为重要轴线、以法式建筑为特色的多功能综合街区                     |      |      | [ 10 ] |
| 鞍山道历史文化街区   | 1903年 | 新华路、四平东道、 南京路、万全道、陕西路、多伦道合围区域，原为天津日租界                    | 静园 张园 武德殿                       | 以“窄街巷、密路网”街巷格局及历史性居住建筑为典型特征的商住综合街区       |      |      | [ 11 ] |
| 赤峰道历史文化街区   | 1886年 | 新华路、营口道、南京路、哈尔滨道合围区域，原为天津法租界                                     | 渤海大楼 国民饭店 盐业银行旧址         | 以历史名人故居为典型代表的天津近代生活街区                               |      |      | [ 12 ] |
| 泰安道历史文化街区   | 1929年 | 保定道、台儿庄路、曲阜道、南京路、新华路合围区域，原为天津英租界                             | 纳森旧居 天津诸圣堂 原开滦矿务局大楼   | 具有较高历史和社会文化价值及艺术价值的多元交汇的混合街区                 |      |      | [ 13 ] |

### 休闲
- 中心公园
- 民园广场
- 抗震纪念碑广场
- 五大道文化旅游景区
- 五大道公园
- 小白楼音乐厅

## 行政区划

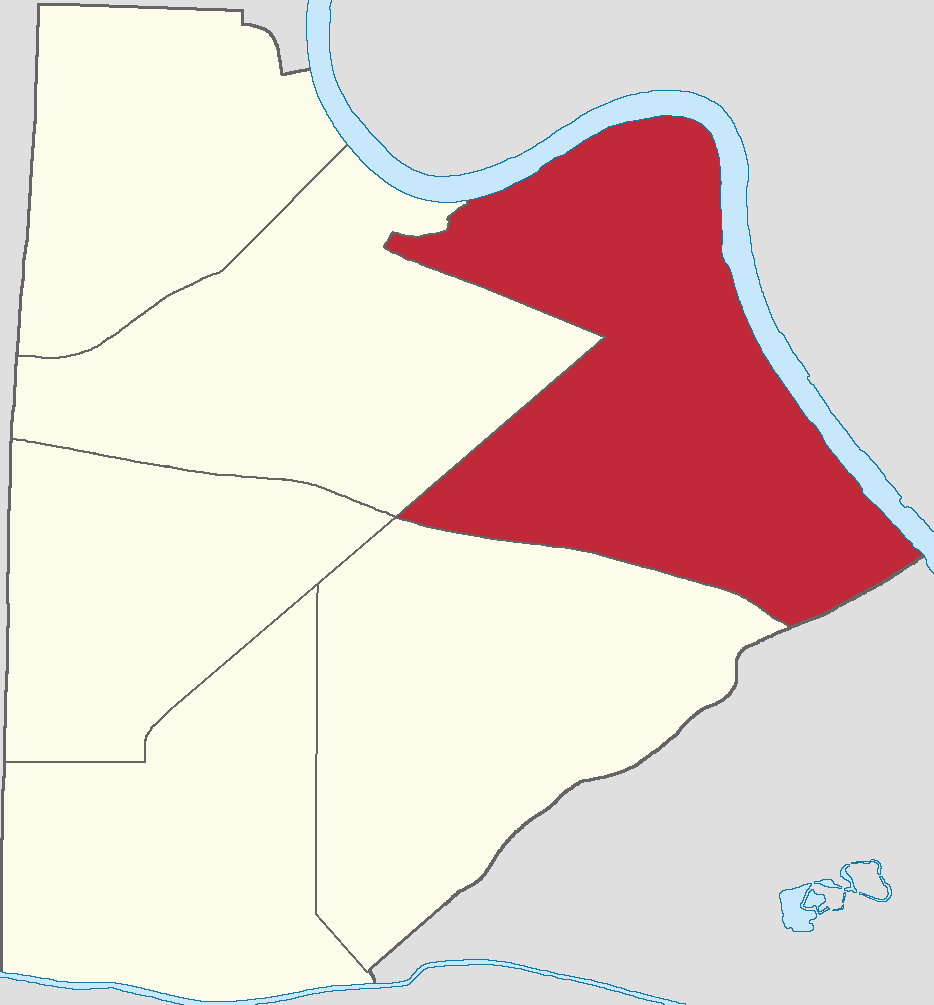
和平区行政区划图，红色地区为区政府所在地--小白楼街道

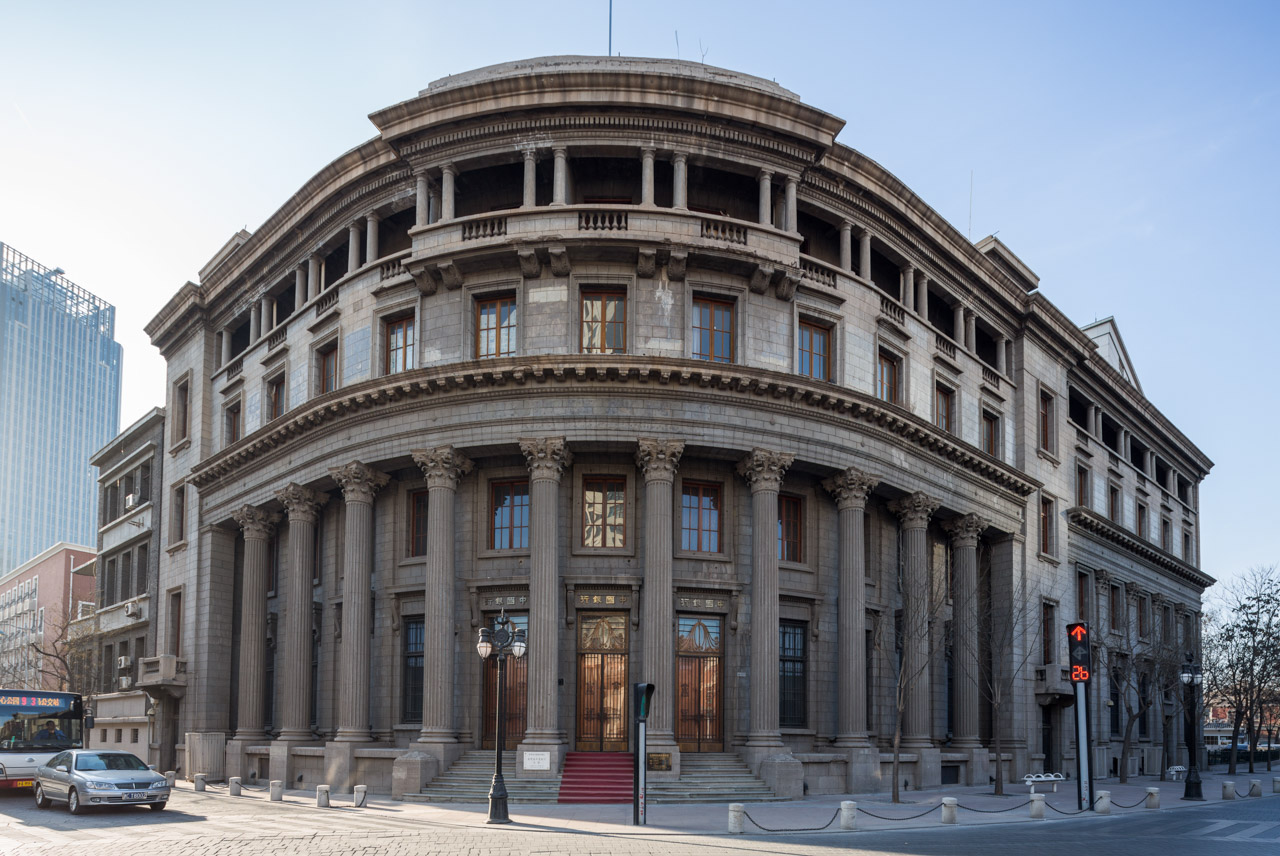
中法工商银行大楼

和平区下辖6个街道办事处：
劝业场街道、小白楼街道、五大道街道、新兴街道、南营门街道和南市街道。
| 街道名称   | 人口 (2010) | 面积 (km2) |
| ---------- | ----------- | ---------- |
| 小白楼街道 | 30,982      | 2.134      |
| 劝业场街道 | 59,551      | 1.737      |
| 五大道街道 | 41,421      | 1.738      |
| 新兴街道   | 60,343      | 1.77       |
| 南营门街道 | 47,306      | 1.25       |
| 南市街道   | 33,874      | 1.22       |

## 交通
- 天津地铁
  -  █ 1号线 (鞍山道、营口道、小白楼)
  -  █ 2号线 (鼓楼、东南角)
  -  █ 3号线 (津湾广场、和平路、营口道、西康路)
  -  █ 4号线 (东南角、金街、和平路、徐州道）

## 社会

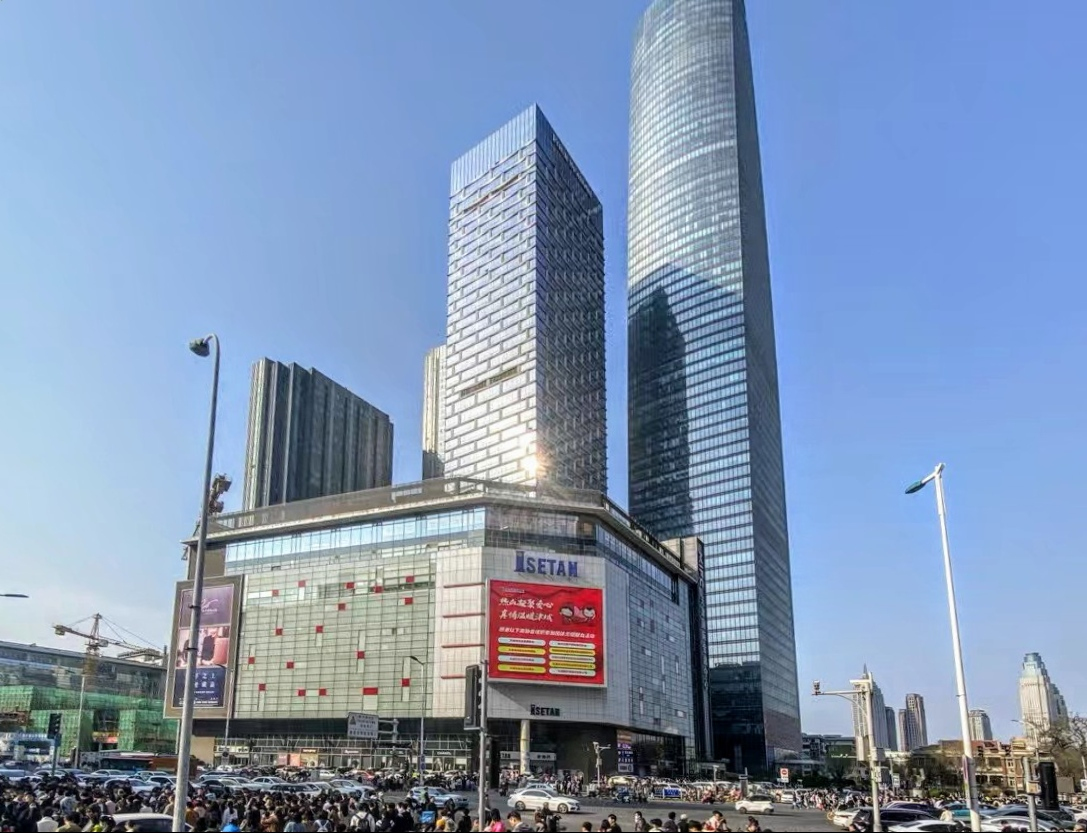
天津国际金融中心

### 人口
根據2020年第七次全国人口普查主要数据公报显示：和平区常住人口为355000人，男性占比51.91%，女性占比48.09%，年龄结构中0-14岁占比14.56%，15-59岁占比63.33%，60岁以上占比22.11%，65岁以上占比15.72%。

### 商业

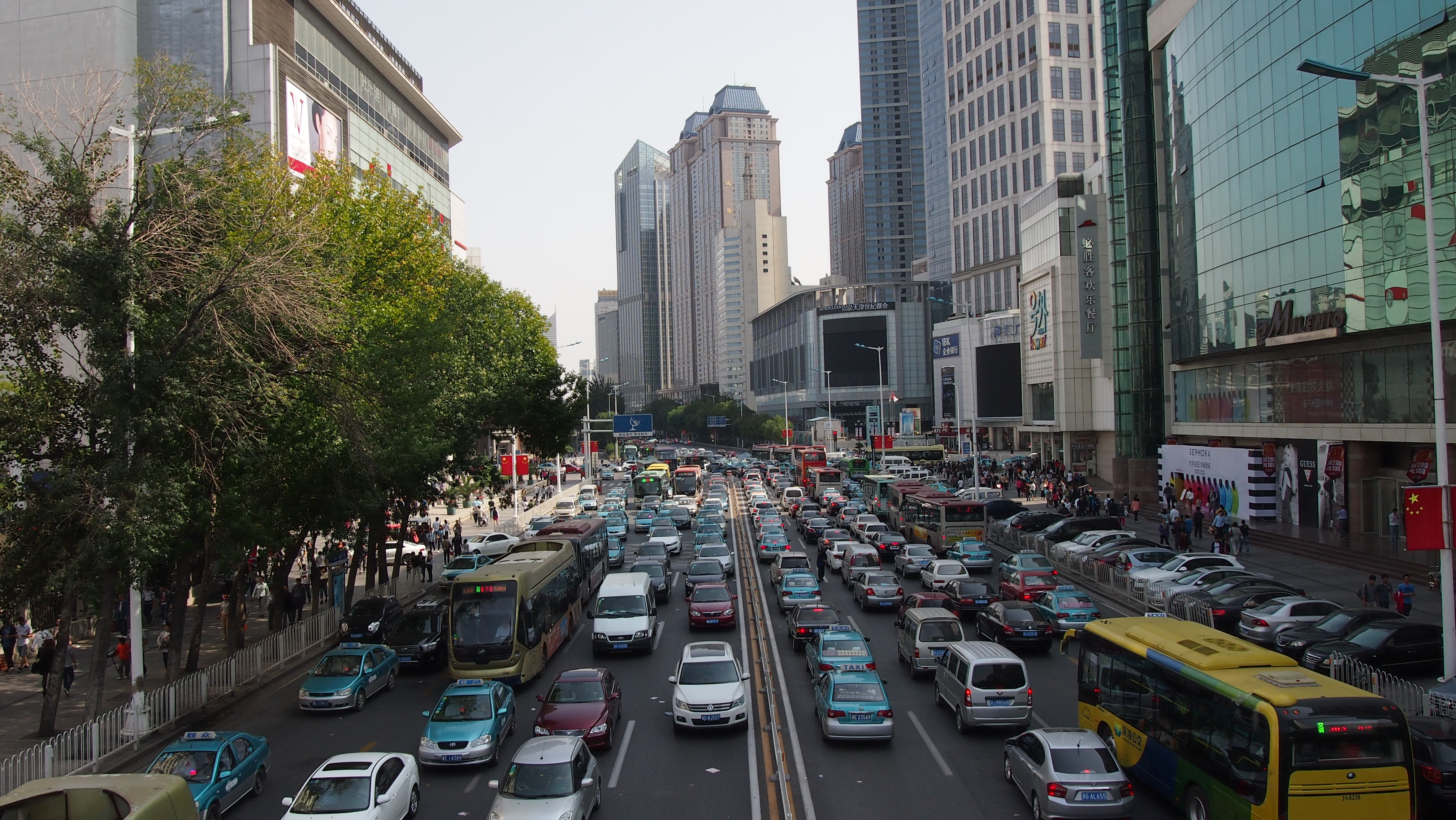
南京路

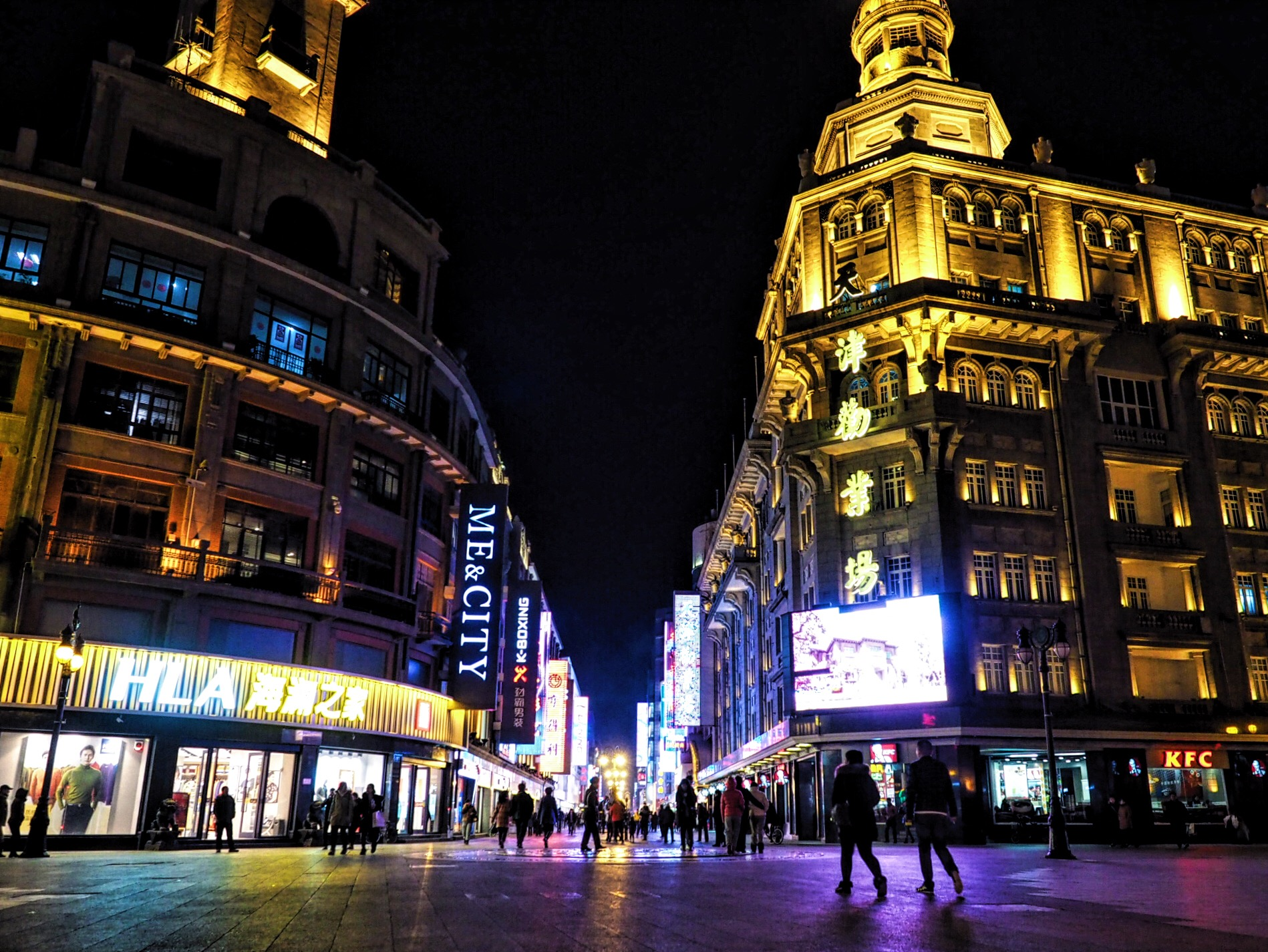
天津劝业场

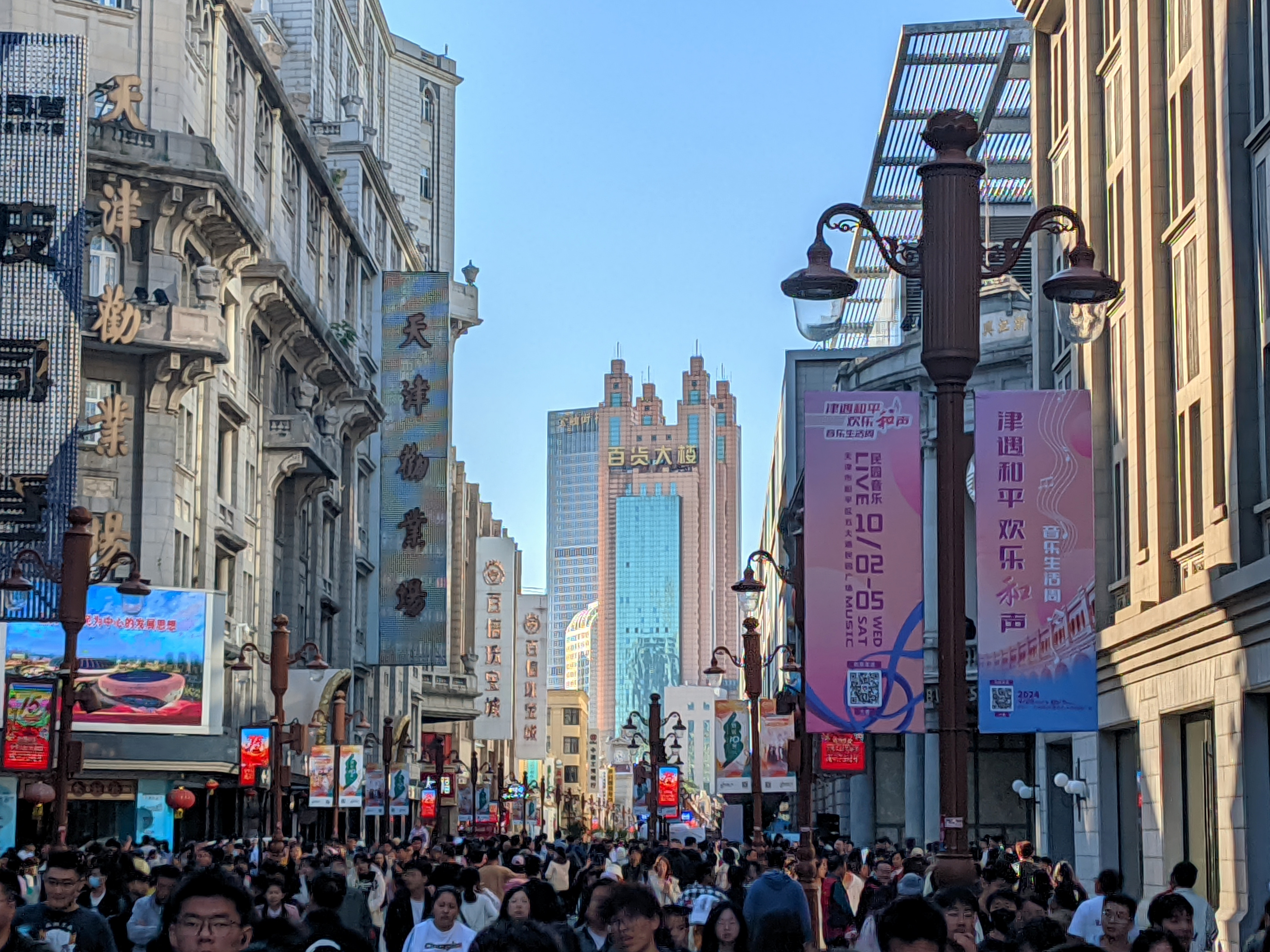
和平路商业街（金街）及远处的百货大楼

#### 小白楼商务区
海信广场、滨江购物中心

#### 天津金融城
津湾广场

#### 南京路商业区
和平大悦城、世纪都会商厦、国际商厦、乐宾百货、国金汇、吾悦广场、吉利大厦

#### 滨江道与和平路（金街）
滨江道步行街、天河城、恒隆广场、和平印象城、天津劝业场、天津百货大楼（劝华荟）、友谊新天地广场、滨江商厦、中原百货

#### 南市商业区
南市食品街、麦购时代广场

## 教育

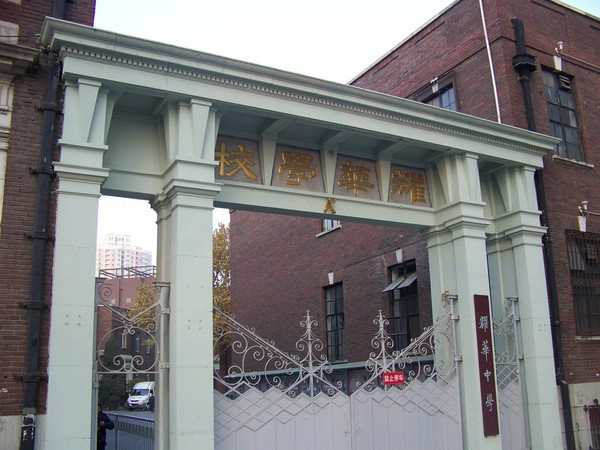
天津市耀华中学老校门

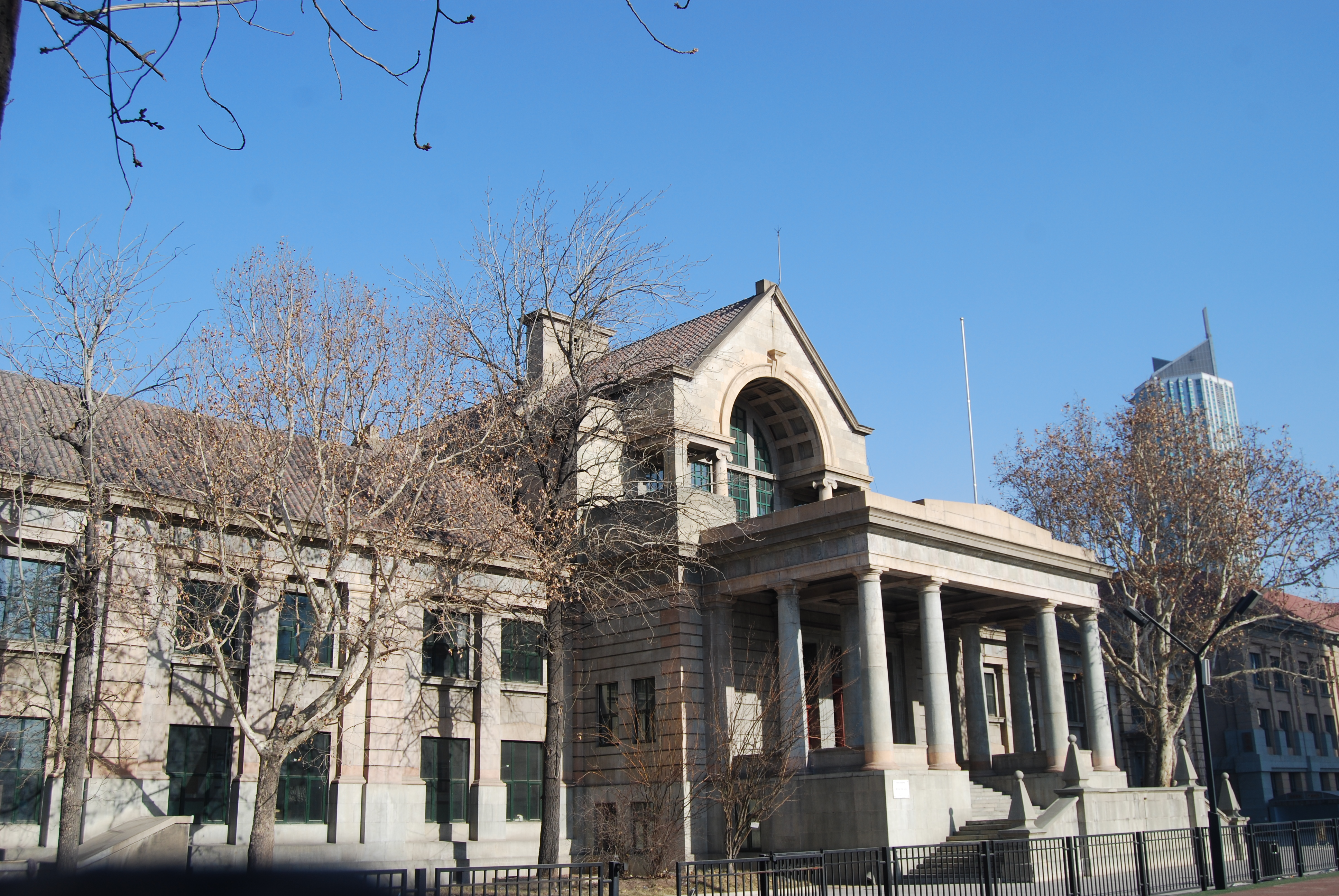
天津市第二十中学主楼

### 大学
天津医科大学

### 高中

#### 公立高级中学
天津一中、耀华中学、第二十中学、第二南开学校、第五十五中学、双菱中学、第二十一中学、第二耀华中学、汇文中学

#### 私立高级中学
益中学校、建华中学、嘉诚中学

### 小学&初中
| 学区片 | 小学 | 初级中学                                           |
| ------ | --- | -------------------------------------------------- |
| 一片   | 耀华小学、劝业场小学、鞍山道小学、万全小学、哈密道小学、万全第二小学、模范小学                           | 耀华中学、第二南开中学、汇文中学、第十九中学       |
| 二片   | 实验小学、岳阳道小学、中心小学、新星小学、昆鹏小学                                                       | 天津一中、第五十五中学、第九十中学、汉阳道中学     |
| 三片   | 西康路小学、昆明路小学、第二十中学附属小学、新华南路小学、四平东道小学、三毛艺术学校、逸阳梅江湾国际学校 | 第二十中学、第二十一中学、第六十一中学、第十一中学 |

## 相关链接
- “天津·和平”